# Schlagobers (Strauss)
Schlagobers ist ein Ballett in zwei Akten von Richard Strauss (op. 70). Das Libretto hat Strauss selbst verfasst. Es ist die zweite Ballettkomposition des Komponisten nach Josephs Legende (1914).

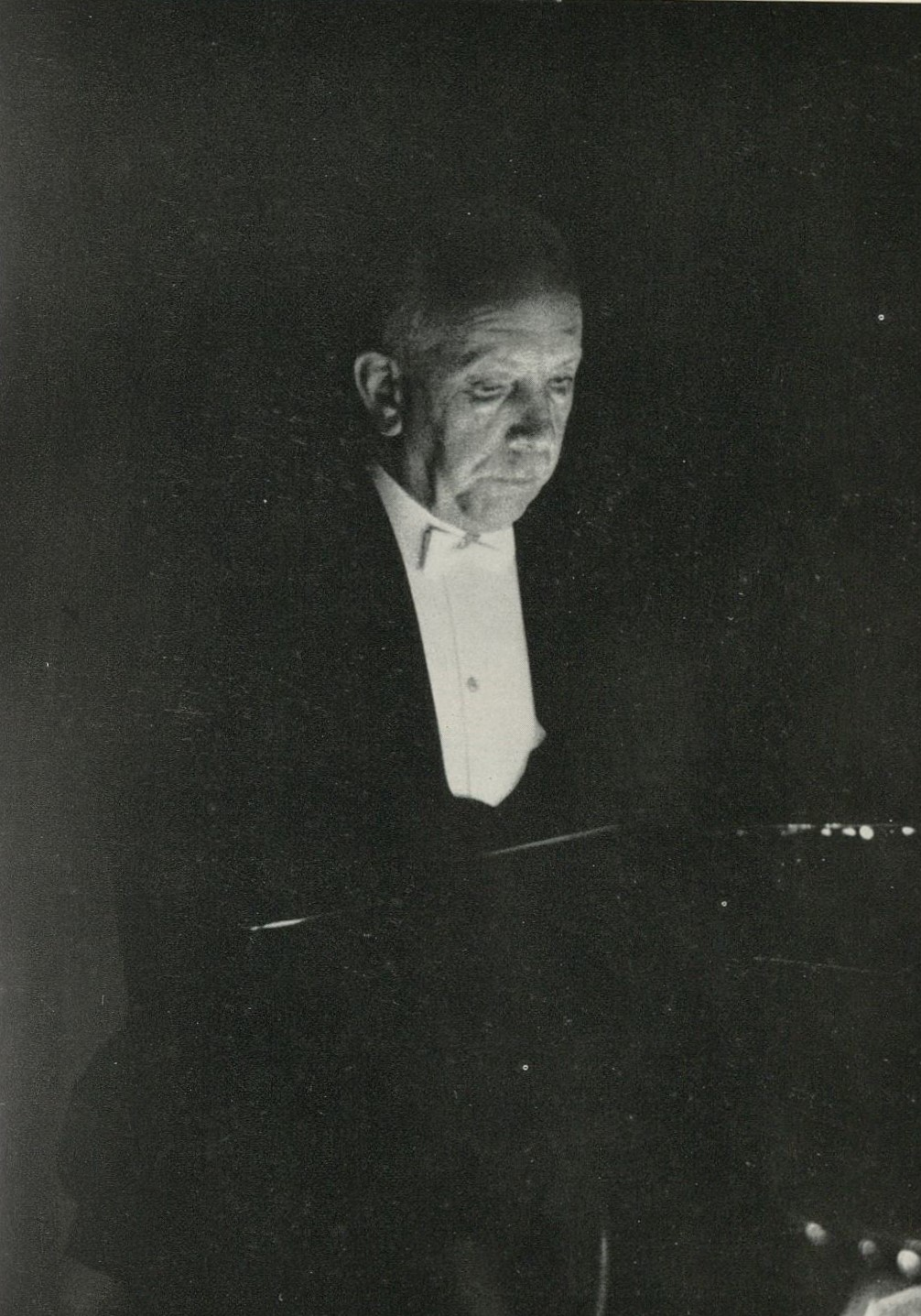
Richard Strauss dirigiert in Wien Schlagobers, Fotograf Erich Salomon

## Entstehung
Nachdem Strauss 1919 als Co-Direktor neben Franz Schalk an die Wiener Staatsoper gegangen war, wollte er dort dem Ballett neue Impulse verleihen und arbeitete mit dem Tänzer und Choreografen Heinrich Kröller zusammen. Da sein Verhältnis zu seinem langjährigen Librettisten Hugo von Hofmannsthal gerade etwas angespannt war, verfasste er das Libretto zum Ballett Schlagobers selbst und verstand dies als eine leicht ironisch geprägte Hommage an die Wiener Kaffeehauskultur. Die Uraufführung fand am 9. Mai 1924 an der Wiener Staatsoper statt. Wesentliche Rollen waren mit Riki Raab, Tilly Losch als „Prinzessin Teeblüte“ sowie Hedy Pfundmayr als „Prinz Kaffee“ besetzt. Obwohl die Musik und die Choreografie überwiegend sehr gut beurteilt wurden, war das Stück als Ganzes, mit einem sehr aufwendigen Bühnenbild sowie Szenen der Völlerei und des Überflusses während der gerade herrschenden Wirtschaftskrise, als Folge des Ersten Weltkrieges heftiger Kritik ausgesetzt. Strauss empfand dies als ungerecht und Romain Rolland zitierte den Komponisten in einem Tagebucheintrag vom 12. Mai 1924: „Man erwartet von mir immer Ideen, große Einfälle. Ich habe wohl das Recht, nicht wahr, die Musik zu schreiben, die mir passt. Ich kann die Tragik unserer Zeit nicht ertragen. Ich möchte Freude machen. Ich brauche das.“
Das Werk wurde aufgrund anhaltender Kritik jahrzehntelang nicht als Ganzes aufgeführt. Erst mit dem Nahen des 150-jährigen Geburtstages von Richard Strauss wurde das Ballett wieder in den Spielplan einzelner Häuser aufgenommen, so im Jahr 2013 in den der Carnegie Hall in New York City. Aufführungen am Gärtnerplatztheater in München folgen im Dezember 2014.

## Handlung
Eine Gruppe von Kindern feiert ihre Firmung in einer großen Wiener Konditorei und darf sich zur Feier des Tages an den leckersten Torten mit Schlagobers und vielen weiteren Süßigkeiten uneingeschränkt bedienen. Ein Knabe tut dies so ausgiebig, dass ihm schlecht wird und er ein Krankenlager aufsuchen muss. In seinen Alpträumen umtanzen ihn nun Süßigkeiten aller Art aus dem Reiche der Prinzessin Praliné und aus dem Likörschrank.

## Aufnahmen
- Discogs: Schlagobers, Ballet, Op.70 – CD: Hiroshi Wakasugi, Tokyo Metropolitan Symphony Orchestra, 1988